# Fiat Bianchina
Bianchina – pojazd produkowany w latach 1957–1970 przez włoskiego producenta Autobianchi, bazowany na Fiacie 500.
W 1955 r. trzy włoskie firmy: Fiat, Pirelli i Bianchi utworzyły nową firmę Autobianchi. W 1957 r. uruchomiono produkcję pierwszego modelu Autobianchi Bianchina. Początkowo był on wyposażony w najmniejszy silnik Fiata, chłodzony powietrzem, o pojemności 479 cm³ i mocy 15 KM. W roku 1959 moc silnika została zwiększona do 17 KM. Był to model 2-drzwiowy, 4-osobowy, występujący w trzech odmianach nadwoziowych: sedan, kabriolet, kombi. Produkowano również odmiany użytkowe van.

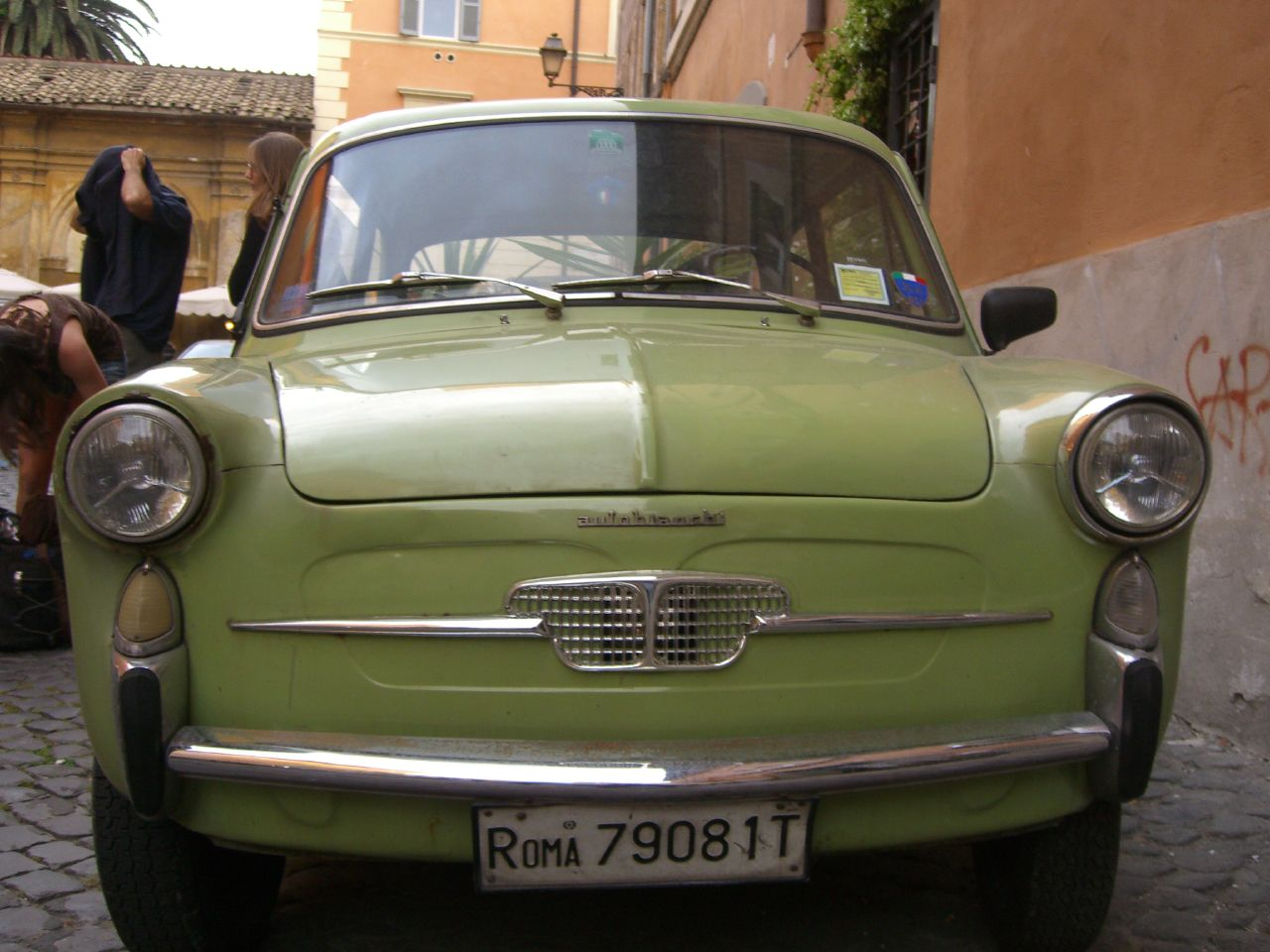
Bianchina w Rzymie

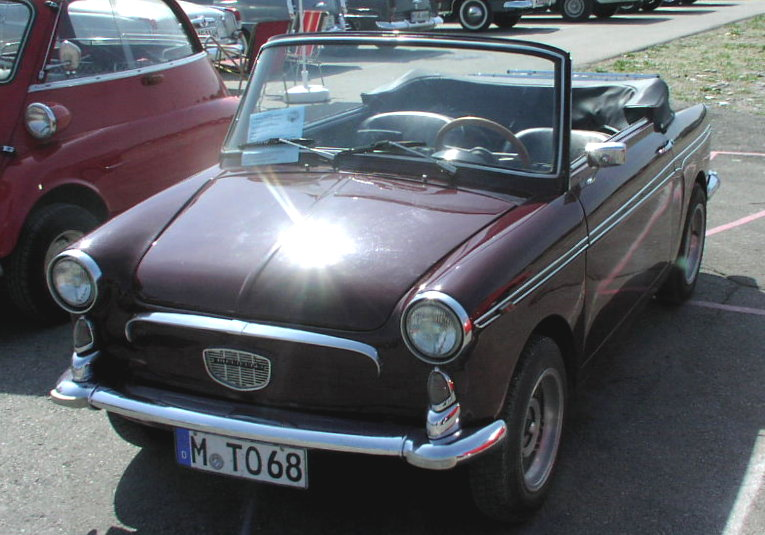
Autobianchi Bianchina Convertible

Fiat uczestniczył w tym projekcie, by poszerzyć swoją monopolistyczną pozycję na rynku włoskim, a także w celu przetestowania w nowej firmie ryzykownej wówczas koncepcji napędu na przednie koła, np. w modelu Autobianchi A500.
W 1965 nastąpił mały facelifting Bianchiny. Produkcja zakończyła się w 1970, samochód został zastąpiony przez nowszy A112. W 1967 r. Fiat przejął całkowicie firmę Autobianchi.
W latach 1957–1970 powstało w sumie około 275 000 egzemplarzy Bianchiny.

## Produkcja
| Model                       | Lata produkcji | Moc (KM) | Poj. silnika (cm³) | Wypr. egzemplarzy |
| --------------------------- | -------------- | -------- | ------------------ | ----------------- |
| Trasformabile seria 1       | 1957–1958      | 15       | 479                | 17 000            |
| Trasformabile seria 2       | 1959–1960      | 16,5     | 479                | 10 000            |
| Trasformabile seria 3       | 1961–1962      | 17,5     | 499                | 7 000             |
| Trasformabile Special       | 1959–1962      | 21       | 499                | 1 500             |
| Cabriolet seria 1           | 1960           | 21       | 499                | 1 050             |
| Cabriolet seria 2 D         | 1961–1964      | 21       | 499                | 5 500             |
| Cabriolet seria 3 F         | 1965–1969      | 21       | 499                | 2 750             |
| Berlina 4-drzwiowy D        | 1962–1964      | 17,5     | 499                | 26 500            |
| Berlina 4-drzwiowy F        | 1965–1969      | 18       | 499                | 33 500            |
| Berlina Special D           | 1962–1964      | 21       | 499                | 4 000             |
| Berlina Special F           | 1965–1969      | 21       | 499                | 5 000             |
| Panoramica D                | 1960–1964      | 17,5     | 499                | 75 000            |
| Panoramica F                | 1965–1969      | 17,5     | 499                | 85 000            |
| Panoramica „sun roof”       | 1960–1969      | 17,5     | 499                |                   |
| Furgoncino van, „low roof”  | 1965–1970      | 17,5     | 499                |                   |
| Furgonetta van, „tall roof” | 1970–1977      | 17,5     | 499                |                   |
| Giardiniera wagon           | 1970–1977      | 17,5     | 499                |                   |
| Giardiniera Furgoncino van  | 1970–1977      | 17,5     | 499                |                   |

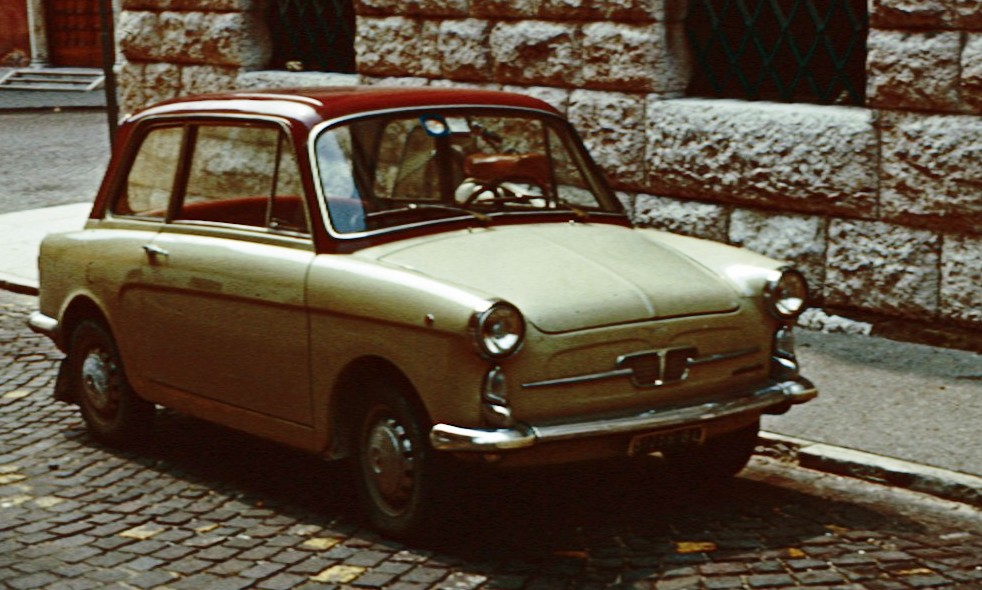
Autobianchi Bianchina Berlina

Źródło: Club Bianchina and Bianchina Classic Club